# Радзишевский, Идзи Бенедикт
И́дзи Бенеди́кт Радзише́вский (пол. Idzi Benedykt Radziszewski, 1 апреля 1871 года, Братошевице, Лодзинское воеводство, Польша — 22 февраля 1922 года, Люблин, Польша) — католический священник, ректор Высшей духовной семинарии во Влоцлавеке (1908—1913), ректор Императорской Римско-католической духовной академии (1913—1918), соучредитель и первый ректор Люблинского католического университета.

## Биография
Идзи Радзишевский родился 1 апреля 1871 года в селе Братошевице. Окончил начальную школу, которой руководил его отец. С 1881 по 1889 год обучался в филологической гимназии в Плоцке, по окончании которой вступил в Высшую духовную семинарию во Влоцлавке. В 1893 году его отправили на учёбу в духовную академию в Санкт-Петербурге, где в 1897 году он получил научную степень магистра богословия. В 1896 году состоялось рукоположение Идзи Радзишевского в священника, которое совершил ректор академии епископ Альбин Сымон.
После рукоположения возвратился в Польшу, где служил в городе Калиш. С 1898 году Идзи Радзишевский изучал богословие в Католическом университете в Лёвене, где защитил докторскую диссертацию по теме «De ideae religionis genesi in evolutionisimo Darvino-Spenceriano». Несколько месяцев путешествовал по Европе.
С 1901 по 1914 год Идзи Радзишевский преподавал философию и педагогику в семинарии во Влоцлавеке. С 1908 по 1911 год был ректором семинарии. В 1908 году основал богословский журнал «Ateneum Kapłańskie».
С 1914 по 1918 год был профессором философии и ректором Императорской духовной академии в Санкт-Петербурге. В феврале 1918 года возвратился в Польшу, где стал одним из основателей Люблинского католического университета. До 1922 года был первым ректором.
В 1974 году Советом Научного общества Люблинского католического университета Иоанна Павла II было принято решение об учреждении премии имени Идзи Радзишевского. Премия вручается ежегодно «за выдающиеся научные достижения в духе христианского гуманизма».
Скончался 22 февраля 1922 года и был похоронен на кладбище на улице Липовой в Люблине.

## Источник
- Grażyna Karolewicz: Ksiądz Idzi Benedykt Radziszewski 1871—1922. Lublin: Polihymnia, 1998. ISBN 83-87405-30-2.